# Idionyx yunnanensis
Idionyx yunnanensis là loài chuồn chuồn trong họ Synthemistidae. Loài này được Zhou, Wang, Shuai & Liu miêu tả khoa học đầu tiên năm 1994.